# Râul Chiuveș
Râul Chiuveș este un curs de apă, afluent al râului Târnava Mare

## Hărți
- Harta județului Harghita
- Harta munții Harghitei  Arhivat în 20 iulie 2008, la Wayback Machine.